# Jantantrik Bahujan Samaj Party
Jantantrik Bahujan Samaj Party (Demokratiska Majoritetssamhällespartiet) var ett politiskt parti i Indien, bildat som en utbrytargrupp ur Bahujan Samaj Party som allierade sig med BJP. Splittringen ägde rum 1997 då 19 ledamöter av Uttar Pradeshs delstatsförsamling bröt med Mayawati och deklarerade sitt stöd till Kalyan Singhs regering. 17 av dessa blev ministrar i Singhs regering. Partiets ordförande var DP Yadav (ledamot av Rajya Sabha) och dess generalsekreterare Shahidullah Khan.
- JBSP gick med i National Democratic Alliance.
- JBSP blev ett istabilt parti, som led av flera avhopp. Bl.a. hoppade fyra delstatsförsamlingsledamöter över till Lok Jan Shakti Party. En utbrytargrupp var Kisan Mazdoor Bahujan Party som också bröt sig ur JBSP.
- När JBSP föll samman lanserade DP Yadav ett nytt parti, Rashtriya Parivartan Dal.

JBSP bör inte växlas samman med en annan BSP-utbrytargrupp, Loktantrik Bahujan Samaj Party.